# المويكر
المويكر قرية صغيرة جنوب مدينة حائل بنحو 60 كم ، تقع على وادي الشبيكة ، في أرض مفتوحة ، شرق طريق الحجاز السريع ، شمال جبل عثوا ، وهي ضمن ديار آل همزان .